# Alexander McCulloch
Alexander McCulloch (ur. 25 października 1887 w Melbourne, zm. 5 września 1951 w Goring-on-Thames) – brytyjski wioślarz, srebrny medalista olimpijski.
Wystąpił na igrzyskach olimpijskich w Londynie w 1908 roku, gdzie w jedynkach wywalczył srebrny medal. Wyprzedził go jedynie jego rodak, Harry Blackstaffe. Był to jego jedyny oficjalny start olimpijski. Z powodu kontuzji nie wziął udziału w igrzyskach olimpijskich w Sztokholmie cztery lata później.
Studiował na University College Uniwersytetu Oksfordzkiego. Brał udział w The Boat Race w 1908 roku, kiedy Oksford przegrał z Cambridge. Ponadto był trenerem wioślarstwa.
McCulloch został uwieczniony przez amerykańskiego malarza Johna Singera Sargenta na obrazie On His Holidays w 1901 roku.